# Алгоритм Ванга — Ландау
Алгоритм Ванга-Ландау, предложенный Фугао Вангом и Дэвидом Ландау, это метод Монте-Карло, предназначенный для расчета плотности состояний системы. Метод выполняет немарковские случайные переходы для построения плотности состояний, посещая все возможные состояния. Алгоритм Ванга и Ландау, это важный для получения плотности состояний метод, требуемый для выполнения мультиканонического моделирования
Алгоритм Ванга-Ландау может быть применен к любой системе, которая характеризуется некоторым параметром (например, энергией, объемом и др.). К примеру, он может быть использован для численного интегрирования и моделирования белков.

## Описание
Алгоритм Ванга-Ландау является реализацией метода энтропического моделирования, в котором изучается плотность состояний с помощью блуждания в пространстве энергий с равновероятным посещением всех энергетических состояний. Алгоритм решает проблему подбора подходящих вероятностей перехода для получения требуемого при энтропическом моделировании равномерного посещения энергетических состояний и, следовательно, позволяет получить плотность состояний {\displaystyle \Omega (E)}.

## Алгоритм
Рассмотрим систему в фазовом пространстве {\displaystyle \Omega } и энергию {\displaystyle E}, изменение которой ограничено диапазоном {\displaystyle E_{min}\leq E\leq E_{max}}. Пусть рассматриваемая система имеет плотность вероятности {\displaystyle \rho (E)\sim \exp(S(E))}, которую нам требуется посчитать. Поскольку алгоритм Ванга и Ландау работает с дискретным спектром энергии, диапазон {\displaystyle E_{min}\leq E\leq E_{max}} разбивается на конечное число ({\displaystyle M}) равных отрезков («ящиков»), размер которых равен {\displaystyle \Delta }. Таким образом:
{\displaystyle M={\frac {E_{max}-E_{min}}{\Delta }}}.
С учетом этого дискретного спектра, алгоритм имеет следующие начальные условия:
- {\displaystyle S(E_{i})=0,i=1,2,...,M}
- {\displaystyle f=1} (используется далее, как добавка к энтропии {\displaystyle S(E_{i})} после каждого принятого шага)
- Выбирается случайная конфигурация системы {\displaystyle {\vec {r}}\in \Omega }

Алгоритм выполняет моделирование в мультиканоническом ансамбле: случайное блуждание Метрополиса-Гастингса по фазовому пространству {\displaystyle \Omega } системы с распределением вероятности {\displaystyle P({\vec {r}})=1/\rho (E({\vec {r}}))=\exp(-S(E({\vec {r}})))} и вероятностью генерации нового состояния, данной распределением вероятности {\displaystyle g({\vec {r}}\rightarrow {\vec {r}}')}, которое выбирается произвольно (обычно любое состояние может быть сгенерировано с равной вероятностью). В процессе моделирования, посещение каждого «ящика» записывается в гистограмму {\displaystyle H(E)} (то есть, значение {\displaystyle H(E)} увеличивается на единицу). Как и в алгоритме Метрополиса-Гастингса, генерация и принятие нового состояния выполняется следующим образом:
1. генерация нового состояния {\displaystyle {\vec {r}}'\in \Omega } согласно распределению вероятности {\displaystyle g({\vec {r}}\rightarrow {\vec {r}}')}
2. принятие/отклонение нового состояния, производится следующим образом:

Если энтропия нового состояния меньше текущего, то оно сразу принимается. Если же энтропия увеличилась, то новое состояние принимается с вероятностью: {\displaystyle A=e^{S-S'}{\frac {g({\vec {r}}'\rightarrow {\vec {r}})}{g({\vec {r}}\rightarrow {\vec {r}}')}}}, где {\displaystyle S=S(E({\vec {r}}))} и {\displaystyle S'=S(E({\vec {r}}'))}.
То есть, общая формула выглядит следующим образом:
{\displaystyle A({\vec {r}}\rightarrow {\vec {r}}')=\min \left(1,e^{S-S'}{\frac {g({\vec {r}}'\rightarrow {\vec {r}})}{g({\vec {r}}\rightarrow {\vec {r}}')}}\right)}.
Таким образом, энтропия наиболее часто посещаемых состояний будет расти, в результате чего они будут посещаться всё реже, а наиболее редкие состояния, следовательно, будут посещаться чаще. Тем самым, мы добиваемся равновероятного посещения всех состояний.
После каждого шага генерации-принятия система переходит в некоторое состояние {\displaystyle E_{i}}, значение {\displaystyle H(E_{i})} увеличивается на единицу, а также выполняется следующее изменение:
{\displaystyle S(E_{i})\leftarrow S(E_{i})+f}
Это важный шаг алгоритма, и это то, что делает алгоритм Ванга-Ландау немарковским: случайный процесс теперь зависит от истории процесса. Таким образом, когда в следующий раз будет предложено состояние с энергией {\displaystyle E_{i}}, это состояние будет отклонено с большей вероятностью; в этом смысле, алгоритм принуждает систему посещать все состояния с одинаковой частотой. Как следствие, гистограмма {\displaystyle H(E)} становится все более и более плоской. Хотя, эта равномерность зависит от того, насколько посчитанная энтропия близка к точной энтропии, что зависит от {\displaystyle f}. Для улучшения приближения точной энтропии (и, таким образом, равномерности гистограммы), {\displaystyle f} уменьшается после {\displaystyle M} шагов генерации-принятия:
{\displaystyle f\leftarrow f/2}
Через некоторое время было показано, что при изменении {\displaystyle f}постоянным делением на два алгоритм может не сходиться. Небольшая модификация метода Ванга-Ландау позволяет избежать этого: производится деление не на два, а на {\displaystyle t}, при чем {\displaystyle t} пропорционально шагу моделирования.
В результате использования этого алгоритма происходит автоматическая настройка весов вероятности перехода, которые одновременно определяют плотности состояний. По окончании расчета вычисляется массив {\displaystyle \Omega (E)=\exp S(E)}и нормируется на единицу.

## Пример кода
Ниже показан пример кода на Python, в котором предполагается симметричность функции распределения {\displaystyle g}:
{\displaystyle g({\boldsymbol {x}}'\rightarrow {\boldsymbol {x}})=g({\boldsymbol {x}}\rightarrow {\boldsymbol {x}}')}
```
currentEnergy
 
=
 
system
.
randomConfiguration
()
 
# случайная генерация начального состояния системы

while
 
(
f
 
>
 
epsilon
):

    
system
.
proposeConfiguration
()
 
# генерация новой конфигурации

    
proposedEnergy
 
=
 
system
.
proposedEnergy
()
 
# вычисление энергии нового состояния

    
if
 
(
random
()
 
<
 
exp
(
entropy
[
currentEnergy
]
-
entropy
[
proposedEnergy
])):

        
# если принято, обновляем энергию и систему

        
currentEnergy
 
=
 
proposedEnergy

        
system
.
acceptProposedConfiguration
()

    
else
:

        
# если отклонено

        
system
.
rejectProposedConfiguration
()

    
    
H
[
currentEnergy
]
 
+=
 
1

    
entropy
[
currentEnergy
]
 
+=
 
f

    
    
if
 
(
isFlat
(
H
)):
 
# isFlat проверяет достаточно ли гладкая гистограмма (например, 95%)

        
H
[:]
 
=
 
0

        
f
 
*=
 
0.5
 
# refine the f parameter

```